# Lilla Rövarn
Lilla Rövarn är en ö i Finland. Den ligger i Finska viken och i kommunen Lovisa i den ekonomiska regionen  Lovisa i landskapet Nyland, i den södra delen av landet. Ön ligger omkring 80 kilometer öster om Helsingfors.
Öns area är 1,8 hektar och dess största längd är 240 meter i nord-sydlig riktning. Närmaste större samhälle är Lovisa, 14,9 km nordväst om Lilla Rövarn.